# Nowe Drezdenko (gromada)
Nowe Drezdenko (od 1 I 1967 Drezdenko) – dawna gromada, czyli najmniejsza jednostka podziału terytorialnego Polskiej Rzeczypospolitej Ludowej w latach 1954–1972.
Gromady, z gromadzkimi radami narodowymi (GRN) jako organami władzy najniższego stopnia na wsi, funkcjonowały od reformy reorganizującej administrację wiejską przeprowadzonej jesienią 1954 do momentu ich zniesienia z dniem 1 stycznia 1973, tym samym wypierając organizację gminną w latach 1954–1972.
Gromadę Nowe Drezdenko z siedzibą GRN w Nowym Drezdenku utworzono – jako jedną z 8759 gromad na obszarze Polski – w powiecie strzeleckim w woj. zielonogórskim na mocy uchwały nr V/22/54 WRN w Zielonej Górze z dnia 5 października 1954. W skład jednostki weszły obszary dotychczasowych gromad Nowe Drezdenko, Stare Bielice, Radowo, Kleśno i Zagórze Lubiewskie ze zniesionej gminy Nowe Drezdenko oraz Kosin ze zniesionej gminy Niegosław w tymże powiecie. Dla gromady ustalono 17 członków gromadzkiej rady narodowej.
1 stycznia 1958 do gromady Nowe Drezdenko włączono wsie Górzyska i Modrepole ze zniesionej gromady Łęgowo w tymże powiecie.
1 stycznia 1967 z gromady Nowe Drezdenko wyłączono wieś Nowe Drezdenko (bez gruntów Państwowego Funduszu Ziemi o powierzchni 14,60 ha oraz gospodarstwa rolnego o powierzchni 12,57 ha, położonych na południowy wschód of torów kolejowych linii Stare Bielice-Trzebicz), włączając ją do miasta Drezdenka,  co spowodowało zmianę nazwy jednostki na gromada Drezdenko.